# آندره‌آ باری

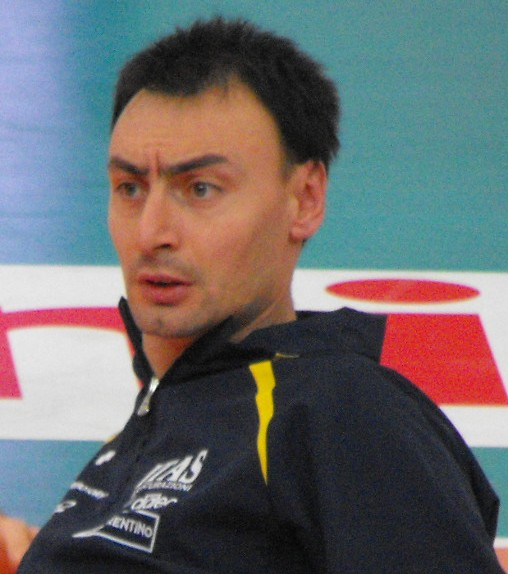
آندره آ باری - ۲۰۰۹

آندره‌آ باری (به ایتالیایی: Andrea Bari) (زاده ۵ مارس ۱۹۸۰) بازیکن سابق تیم ملی والیبال ایتالیا و کنونی ترنتینو است.